# Půda a svoboda
Půda a svoboda (rusky: Земля и воля, foneticky: Zemlja i volja) byly dvě ruské narodnické organizace.

## První organizace
První organizace Půda a svoboda byla založená v roce 1862 z iniciativy Alexandra Gercena a Nikolaje Ogareva se sídlem v Petrohradě. Menší buňky byly rozesety v dalších ruských městech.
Za svůj politický cíl si kladla svržení samoděržaví a rozpoutání rolnické revoluce (odtud název organizace). Udržovala vzájemné styky s Gercenovým emigračním listem Kolokol (Zvon). Tato organizace byla rozmetána po zásahu vlády v roce 1864. Jejími hlavními představiteli byli bratři Alexandr a Nikolaj Serno-Solovjevičové, Nikolaj Obručev a Alexandr Slepcov.

## Druhá organizace
Druhá organizace Půda a svoboda vznikla v roce 1876 jakožto reakce na neúspěšnou předchozí akci „chození mezi lid“ z roku 1874. Jejím novým zakladatelem se stal Mark Natanson. Původní název organizace Severní revoluční národnická skupina byl roku 1878 změněn na Půda a svoboda. O rok později 1879 došlo, kvůli vnitřním rozporům zejména v otázkách politického boje a konání teroristických akcí, k rozštěpení na dvě nástupnické organizace Čornyj pereděl (rusky: Чёрный передел, česky: Černé znovurozdělení) a Narodnaja volja (rusky: Народная Воля, česky: Svoboda lidu).